# خوان خيسوس غوتيريز
خوان خيسوس غوتيريز (بالإسبانية: Juan Jesús Gutiérrez Robles) (مواليد 17 فبراير 1980 في مالقة - إسبانيا) لاعب كرة قدم إسباني يلعب حاليا لصالح نادي الدرجة الأولى مالقا الإسباني منذ 1999 في مركز الوسط المدافع كما يجيد اللعب في مركز قلب الدفاع .

## روابط خارجية
- خوان خيسوس غوتيريز على موقع قاعدة بيانات كرة القدم.إي يو (الإنجليزية)
- خوان خيسوس غوتيريز على موقع Soccerway.com (الإنجليزية)
- خوان خيسوس غوتيريز على موقع عالم كرة القدم.نت (الإنجليزية)